# 洛佐維亞爾
50°19′35″N 31°59′39″E / 50.32639°N 31.99417°E
洛佐維-亞爾（烏克蘭語：Лозовий Яр）是位於烏克蘭北部的村莊，由基辅州鲍里斯皮尔区的亞霍滕市鎮負責管轄。該村始建於1730年，面積8平方公里，海拔高度129米，2001年人口930，人口密度每平方公里116.3人。